# Simon Mayo

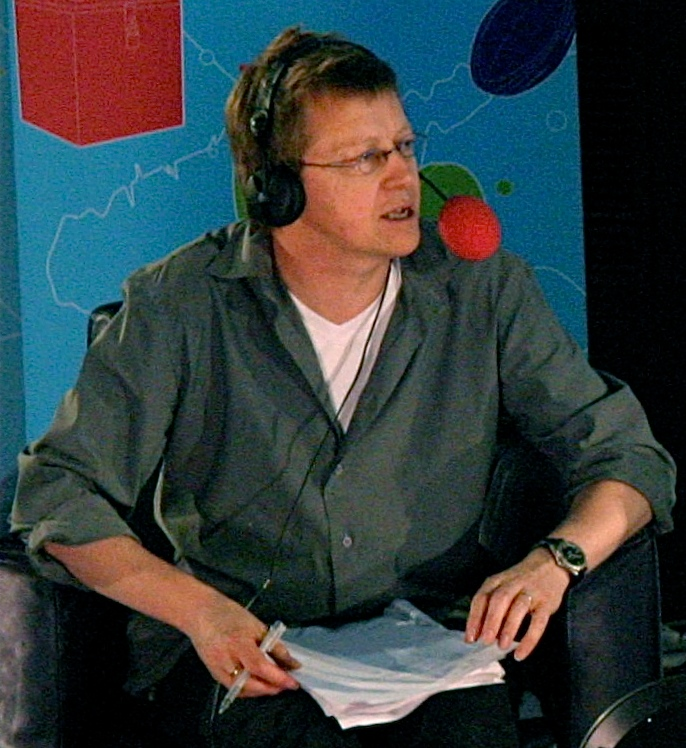
Simon Mayo, 2009

Simon Andrew Hicks Mayo MBE (* 21. September 1958 in Southgate, London) ist ein britischer BBC-Radiomoderator. Seine tägliche Show "Drivetime" läuft bei BBC Radio 2. Darüber hinaus präsentiert er jeden Freitag die Sendung "Kermode and Mayo's Film Review" auf BBC Radio 5 Live, in der er mit dem Filmkritiker Mark Kermode die neuesten Kinofilme diskutiert.
2008 wurde Mayo mit dem renommierten Broadcasting Press Guild Award ausgezeichnet.